# Zduny (województwo warmińsko-mazurskie)
Zduny – wieś w Polsce położona w województwie warmińsko-mazurskim, w powiecie ostródzkim, w gminie Małdyty.
W latach 1975–1998 miejscowość należała administracyjnie do województwa olsztyńskiego.
W roku 1973 wieś należała do powiatu morąskiego, gmina Małdyty, poczta Boguchwały.